# Dicyemennea dorycephalum
Dicyemennea dorycephalum är en djurart som tillhör fylumet rhombozoer, och som beskrevs av Furuya och Eric Hochberg 2002. Dicyemennea dorycephalum ingår i släktet Dicyemennea och familjen Dicyemidae.
Artens utbredningsområde är Södra Ishavet. Inga underarter finns listade i Catalogue of Life.